# Nicola Filacuridi
Nicola Filacuridi (né le 1er juin 1920 à Alexandrie, mort le 12 février 2009 à Sydney) est un ténor d'ascendance greco-italienne, principalement actif en Italie dans les années 1950.

## Biographie
Né à Alexandrie en Égypte, Nicola Filacuridi étudie le chant d'abord au Caire et y fait ses débuts en 1945, dans le rôle de Turridu dans Cavalleria rusticana. Peu après, il s'embarque pour l'Italie pour compléter sa formation avec Federico del Cupulo.
Ses débuts italiens ont lieu à Savone en 1949, en Alfredo dans La traviata. L'année suivante, il débute à l'Opéra de Rome, en Maurizio dans Adriana Lecouvreur. Il parait alors à Trieste, Venise, Parme, Turin, Florence, Naples, etc. 
Il débute à La Scala de Milan en 1953, dans la première locale de Leonore 40/45 de Rolf Liebermann, puis participe à la création de Dialogues des Carmélites de Francis Poulenc en 1957, et l'année suivante chante dans Mathis der Maler de Paul Hindemith.
Il parait également à la télévision italienne (Rai), notamment dans La traviata, avec Rosanna Carteri (1954), Adriana Lecouvreur (1955) et Un ballo in maschera (1956), les deux avec Marcella Pobbé, ainsi que Lucia di Lammermoor (1959), avec Anna Moffo.
Il est invité à l'étranger et chante à Vienne, Bruxelles, Londres, Monte-Carlo, aux festivals de Aix-en-Provence et Glyndebourne, Barcelone, Lisbonne, Dallas, ainsi qu'en Amérique du Sud et en Australie.
Son répertoire incluait entre autres Rigoletto, La Bohème, Tosca, Les contes d'Hoffmann, Werther, Lohengrin. Il créa aussi des œuvres contemporaines, telles La Guerra de Renzo Rossellini, et Il Capelli di paglia di Firenze de Nino Rota. Il chanta quelque 65 rôles durant sa carrière.

## Sources
- (de) Biographie de Nicola Filacuridi sur Operissimo.com